# Пчёлкин, Александр Иванович
Александр Иванович Пчёлкин (1917—1976) — советский военный лётчик. Участник Великой Отечественной войны. Герой Советского Союза (1945). Гвардии капитан. Почётный гражданин города Зарайска (1975). Почётный гражданин Озёрского района (1995).

## Биография
Александр Иванович Пчёлкин родился 8 ноября 1917 года в деревне Трасна Зарайского уезда Рязанской губернии Российской Советской Республики в крестьянской семье. Русский. Окончил начальную школу в своей деревне. Семилетнее образование завершал в школе соседней деревни Чернево. Окончив после школы курсы бухгалтеров, Александр Иванович начал трудовую деятельность бухгалтером в колхозе. Затем работал секретарём сельского совета. С 1937 года А. И. Пчёлкин жил в городе Озёры. Служил в городской пожарной охране начальником автохода, одновременно без отрыва от производства занимался в местном филиале Коломенского аэроклуба.
23 марта 1940 года по направлению Коломенского районного военкомата Московской области А. И. Пчёлкин поступил в Качинскую Краснознамённую военную авиационную школу лётчиков имени А. Ф. Мясникова, которую окончил в том же году. Военную службу Александр Иванович начал лётчиком авиации ПВО страны в Приволжском военном округе. С началом Великой Отечественной войны его направили в 101-ю истребительную авиационную дивизию, формирование которой шло в Воронеже. 16 октября 1941 года дивизия была включена в состав Воронежско-Борисоглебского дивизионного района ПВО. К боевой работе на Юго-Западном фронте Александр Иванович приступил 27 октября 1941 года. Воевал на истребителе И-16. Защищал город Воронеж от налётов вражеской авиации, прикрывал наземные войска в районе села Тербуны. Вскоре после включения в состав дивизии 581-го истребительного авиационного полка сержант А. И. Пчёлкин был переведён на должность пилота в его 2-ю эскадрилью. С 12 января 1942 года в составе эскадрильи Александр Иванович совершал боевые вылеты на прикрытие транспортных узлов Валуйки, Купянск, Касторное, Лиски, Левая Россошь. Неоднократно лётчик Пчёлкин смело врезался в строй вражеских бомбардировщиков и нарушал боевые порядки противника, тем самым срывая бомбометание. Весной 1942 года Александр Иванович прошёл переаттестацию и получил офицерское звание. К июлю 1942 года командир авиационного звена младший лейтенант А. И. Пчёлкин в составе своего полка, переименованного 1 мая 1942 года в 826-й истребительный авиационный полк ПВО, на истребителе И-16 произвёл 170 боевых вылетов, в групповом воздушном бою сбил немецкий бомбардировщик Ю-88.
Осенью 1942 года Александр Иванович прошёл переобучение на истребителе Ла-5 и был переведён в 5-й гвардейский истребительный авиационный полк 207-й истребительной авиационной дивизии 3-го смешанного авиационного корпуса 17-й воздушной армии. Его определили во 2-ю эскадрилью полка, командиром которой был гвардии капитан И. П. Лавейкин. Ведущим А. И. Пчёлкина стал гвардии младший лейтенант В. И. Попков. Зимой 1942—1943 годов, сражаясь на Юго-Западном фронте, Александр Иванович принимал участие в операции «Малый Сатурн» и Острогожско-Россошанской операции, в составе своего подразделения освобождал города Кантемировка и Миллерово. В марте 1943 года полки дивизии отражали контрнаступление немецко-фашистских войск под Харьковом. Ожесточённые бои в небе Курской области за господство в воздухе начались задолго до начала немецкого наступления на Курской дуге. 4 июня 1943 года гвардии младший лейтенант А. И. Пчёлкин был ранен в воздушном бою и оказался в госпитале, но к началу Курской битвы он уже был в строю. Во время Курской стратегической оборонительной операции 5-й гвардейский истребительный авиационный полк осуществлял прикрытие наземных войск к юго-востоку от Белгорода. 6 июля 1943 года гвардии младший лейтенант А. И. Пчёлкин в районе села Безлюдовка своевременно заметил атаку немецкого истребителя на своего ведущего и меткой очередью сбил вражеский Ме-109Ф, одержав первую документально подтверждённую личную воздушную победу.
17 июля 1943 года войска Юго-Западного фронта начали Изюм-Барвенковскую операцию. За время наступления гвардии младший лейтенант А. И. Пчёлкин одержал пять воздушных побед. В августе — сентябре 1943 года Александр Иванович участвовал в освобождении Донбасса. 24 августа 1943 года в ходе Донбасской операции 207-я истребительная авиационная дивизия, в которую входил 5-й гвардейский ИАП, приказом НКО СССР № 264 была преобразована в 11-ю гвардейскую, а лётчик А. И. Пчёлкин вскоре был произведён в гвардии лейтенанты. Осенью 1943 года на Юго-Западном фронте, который 20 октября 1943 года был переименован в 3-й Украинский фронт, он участвовал в Битве за Днепр, в составе своего подразделения принимал участие в освобождении городов Запорожье и Днепропетровск. В этот период Александр Иванович записал на свой личный счёт два сбитых самолёта противника.
В начале января 1944 года 11-я гвардейская истребительная авиационная дивизия была выведена в резерв Ставки Верховного Главнокомандования. До лета 1944 года в полках дивизии велась напряжённая боевая учёба. Были опробованы приёмы полётов истребителей с бомбовой нагрузкой, произведены учебные бомбометания. В июле 1944 года дивизия была включена в состав 2-й воздушной армии 1-го Украинского фронта. Во время Львовско-Сандомирской операции гвардии лейтенант А. И. Пчёлкин участвовал в боях на владимир-волынском направлении, затем сражался за удержание плацдарма на левом берегу Вислы. Осенью 1944 года ему присвоили звание старшего лейтенанта и назначили на должность командира авиационного звена. Во время Висло-Одерской операции из-за плохих погодных условий лётчики полка летали мало. Активно в боевую работу они включились во время боёв за Силезский промышленный район. В феврале — марте 1945 года гвардии старший лейтенант А. И. Пчёлкин на истребителе Ла-7 произвёл более 30 боевых вылетов, из них 18 с бомбометанием. Особенно Александр Иванович отличился во время разгрома оппельнской группировки противника, совершая по 4 боевых вылета в день на сопровождение штурмовиков и бомбардировщиков и не допустив среди них ни одной потери от действий истребителей противника. При этом лётчик-истребитель сам принимал активные действия по штурмовке и бомбардировке вражеских войск. За время боёв за город Глогау и в ходе Берлинской операции гвардии старший лейтенант А. И. Пчёлкин произвёл 25 боевых вылетов, из них 17 на сопровождение штурмовиков своего корпуса и 8 — на штурмовку войск противника. Лётчики его звена за тот же период совершили 92 боевых вылета и сбили 2 немецких самолёта.
К концу войны на счету гвардии старшего лейтенанта А. И. Пчёлкина было 388 боевых вылетов, из которых 193 вылета он совершил на прикрытие наземных войск и военной инфраструктуры, 65 — на сопровождение групп штурмовиков и бомбардировщиков, 35 — на разведку, 9 — на штурмовку войск противника, 53 — на перехват вражеских самолётов и 33 — на свободную охоту. 75 вылетов Александр Иванович сопровождал бомбометанием. В результате штурмовок и бомбовых ударов он уничтожил и повредил 2 самолёта неприятеля на земле, 5 паровозов, 7 железнодорожных вагонов, 42 автомашины с военным имуществом, 22 повозки с боеприпасами, 1 передвижную радиостанцию, сжёг 3 строения с засевшими в них солдатами противника, взорвал два склада с боеприпасами, подавил 14 точек зенитной артиллерии, истребил до роты военнослужащих вермахта. За время войны А. И. Пчёлкин провёл 61 воздушный бой, во время которых сбил 14 самолётов противника лично и два в составе группы. Во время разведывательных полётов он неоднократно доставлял ценные данные о противнике, при сопровождении групп штурмовиков и бомбардировщиков не допустил ни одной потери в их составе от действий вражеских истребителей. Руководя авиационным звеном, Александр Иванович зарекомендовал себя волевым, решительным и тактически грамотным командиром. Под его руководством звено произвело 220 боевых самолётовылетов. В проведённых воздушных боях лётчики звена сбили 12 немецких самолётов, при этом своих потерь не имели. 15 мая 1945 года командир 5-го гвардейского истребительного авиационного полка гвардии подполковник В. П. Бабков представил гвардии старшего лейтенанта А. И. Пчёлкина к званию Героя Советского Союза. Указ Президиума Верховного Совета СССР был подписан 27 июня 1945 года. За три дня до этого 24 июня 1945 года А. И. Пчёлкин принимал участие в Параде Победы на Красной площади в Москве.
После окончания Великой Отечественной войны Александр Иванович продолжал служить в военно-воздушных силах СССР до 1947 года. В запас он уволился в звании гвардии капитана. С 1954 года А. И. Пчёлкин жил и работал в Москве. Умер 2 марта 1976 года. Похоронен на Хованском центральном кладбище столицы.

## Список известных личных побед А. И. Пчёлкина
| №  | Дата       | Тип самолёта             | Место боя        |
| -- | ---------- | ------------------------ | ---------------- |
| 1  | 06.07.1943 | Messerschmitt Bf.109     | Безлюдовка       |
| 2  | 18.07.1943 | Heinkel He 111           | Малая Камышеваха |
| 3  | 18.07.1943 | Messerschmitt Bf.109     | Каменка          |
| 4  | 19.07.1943 | Messerschmitt Bf.109     | Андреевка        |
| 5  | 19.07.1943 | Heinkel He 111           | Крестище         |
| 6  | 20.07.1943 | Messerschmitt Bf.109     | Червоный Шахтёр  |
| 7  | 20.11.1943 | Junkers Ju 87            | Новониколаевка   |
| 8  | 20.11.1943 | Messerschmitt Bf.109     | Новониколаевка   |
| 9  | 13.08.1944 | Focke-Wulf Fw 190 Wurger | Сташув           |
| 10 | 11.02.1945 | Focke-Wulf Fw 190 Wurger | Обер-Виттгендорф |
| 11 | 16.02.1945 | Focke-Wulf Fw 190 Wurger | Бенау            |
| 12 | 03.03.1945 | Focke-Wulf Fw 190 Wurger | Кунцендорф       |

## Награды
- Медаль «Золотая Звезда» (27.06.1945);
- орден Ленина (27.06.1945);
- орден Красного Знамени (05.04.1945);
- два ордена Отечественной войны 2-й степени (31.07.1943; 15.05.1945);
- два ордена Красной Звезды (30.01.1943; 24.03.1945);
- медали.

## Оценки и мнения
С таким ведомым как Пчёлкин в любом воздушном бою можно выйти победителем.— Дважды Герой Советского Союза В. И. Попков. ЦАМО, ф. 33, оп. 682526, д. 880.

А. И. Пчёлкин был настоящим воздушным бойцом с сильной волей, владевший в совершенстве лётным мастерством и умевший ценить боевое товарищество выше всех других принципов жизни. Вместе с тем, он был простым, обыкновенным человеком, и его человеческие чувства были особо легко ранеными от небольшого недоразумения или от небольшой обиды нанесенной ему, которые иногда случались в кругу своих товарищей. Мне не раз приходилось наблюдать, как этот мужественный лётчик мог горько, по-детски плакать. Может быть это проявление слабости и слезы на лице были от произвольно открывающегося в его нервной системе своеобразного «клапана», на котором до предела накапливалось сверхчеловеческое напряжение во время воздушных боёв и боевых полётов. Вероятно, по этой причине он не мог сдерживать произвольно выливающиеся у него слёзы. Пусть и эти личные слабости послужат для возвеличивания его как человека, много пережившего во время войны. — Начальник связи 5-го гвардейского ИАП гвардии инженер-капитан П. М. Ожимков. Из воспоминаний о войне.

## Память
- Памятный знак в честь Героя Советского Союза А. И. Пчёлкина установлен на Аллее Героев в городе Зарайске Московской области.

## Документы
- Общедоступный электронный банк документов «Подвиг Народа в Великой Отечественной войне 1941—1945 гг.» Дата обращения: 8 августа 2013. Архивировано из оригинала 13 марта 2012 года.

Представление к званию Героя Советского Союза и указ ПВС СССР о присвоении звания.
Орден Красного Знамени (наградной лист и приказ о награждении).
Орден Отечественной войны 2-й степени (наградной лист и приказ о награждении от 31.07.1943).
Орден Отечественной войны 2-й степени (наградной лист и приказ о награждении от 15.05.1945).
Орден Красной Звезды (наградной лист и приказ о награждении от 30.01.1943).
Орден Красной Звезды (наградной лист и приказ о награждении от 24.03.1945).